# Облаков, Александр Александрович
Александр Александрович О́блаков (1862—1906) — русский артист балета и педагог.

## Биография
Окончил Петербургское театральное училище в 1881 году, после выпуска был зачислен в балетную труппу Мариинского театра. С 1898 года (по др. сведениям, с 1894) преподавал в младших классах театрального училища. Один из первых учителей Анны Павловой, Агриппины Вагановой и др.